# Rulenge
Rulenge è una circoscrizione mista (mixed ward) della Tanzania situata nel distretto di Ngara, regione del Kagera. Conta una popolazione di 17 313 abitanti (censimento 2012).